# Hanna Lakomy

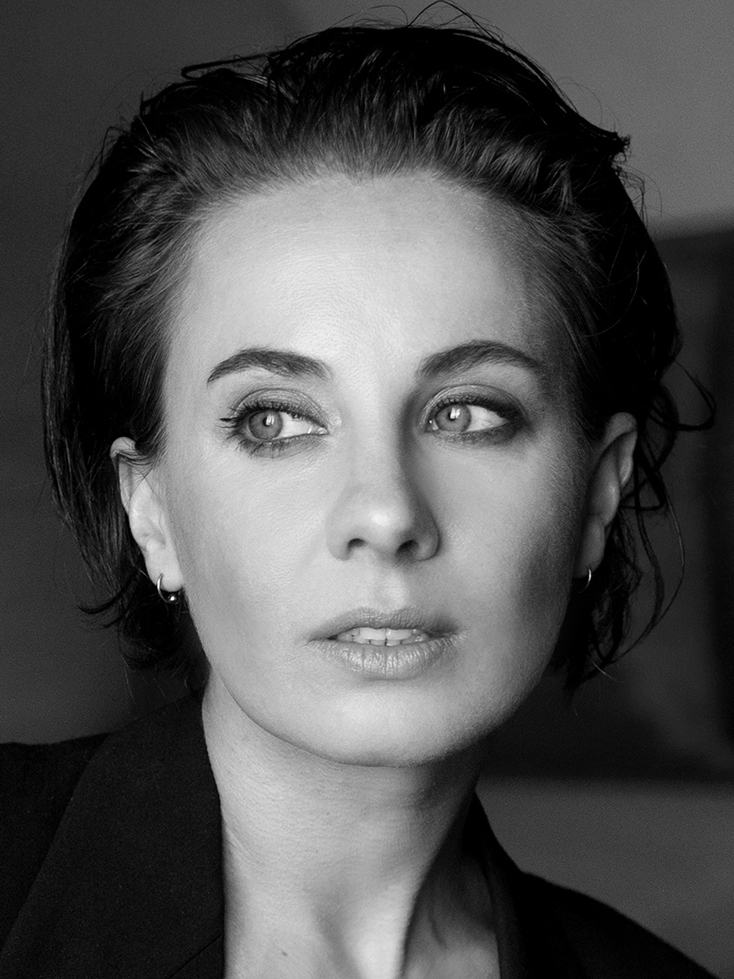
Hanna Lakomy (2019)

Klara Johanna „Hanna“ Lakomy, Pseudonym Salomé Balthus (* 1984 in Ost-Berlin), ist eine deutsche Prostituierte, Unternehmerin, Kolumnistin und Schriftstellerin.

## Leben
Hanna Lakomy wurde in Berlin-Pankow geboren und wuchs als Tochter des DDR-Künstlerpaares Reinhard Lakomy (1946–2013) und Monika Ehrhardt in Berlin auf. Mit ihnen wirkte sie am Kindermusikalbum Der Wasserkristall (1992) als Sprecherin mit. 2001 nahm Lakomy an der Werkstatt für Junge Autoren der Neuen Gesellschaft für Literatur teil. 2003 begann sie mit einem Studium der Philosophie und der Älteren deutschen Literatur an der Humboldt-Universität, das sie 2012 mit dem Magister abschloss. Während ihres Studiums veröffentlichte sie unter Klara Lakomy Texte in den Zeitschriften Edit und Utopie kreativ, arbeitete als Aktmodell und ab 2010 unter dem Pseudonym Salomé Balthus als Prostituierte in Carlos Obers’ Agentur Greta Brentano, in der alle Beschäftigen mit an bekannte Schriftsteller erinnernden Namen agierten.
Im Jahr 2016 gründete Lakomy den Escortservice Hetaera Berlin, ein nach eigenen Angaben „feministisches Kollektiv“ von „modernen Hetären“, dessen Geschäftsführerin sie ist.

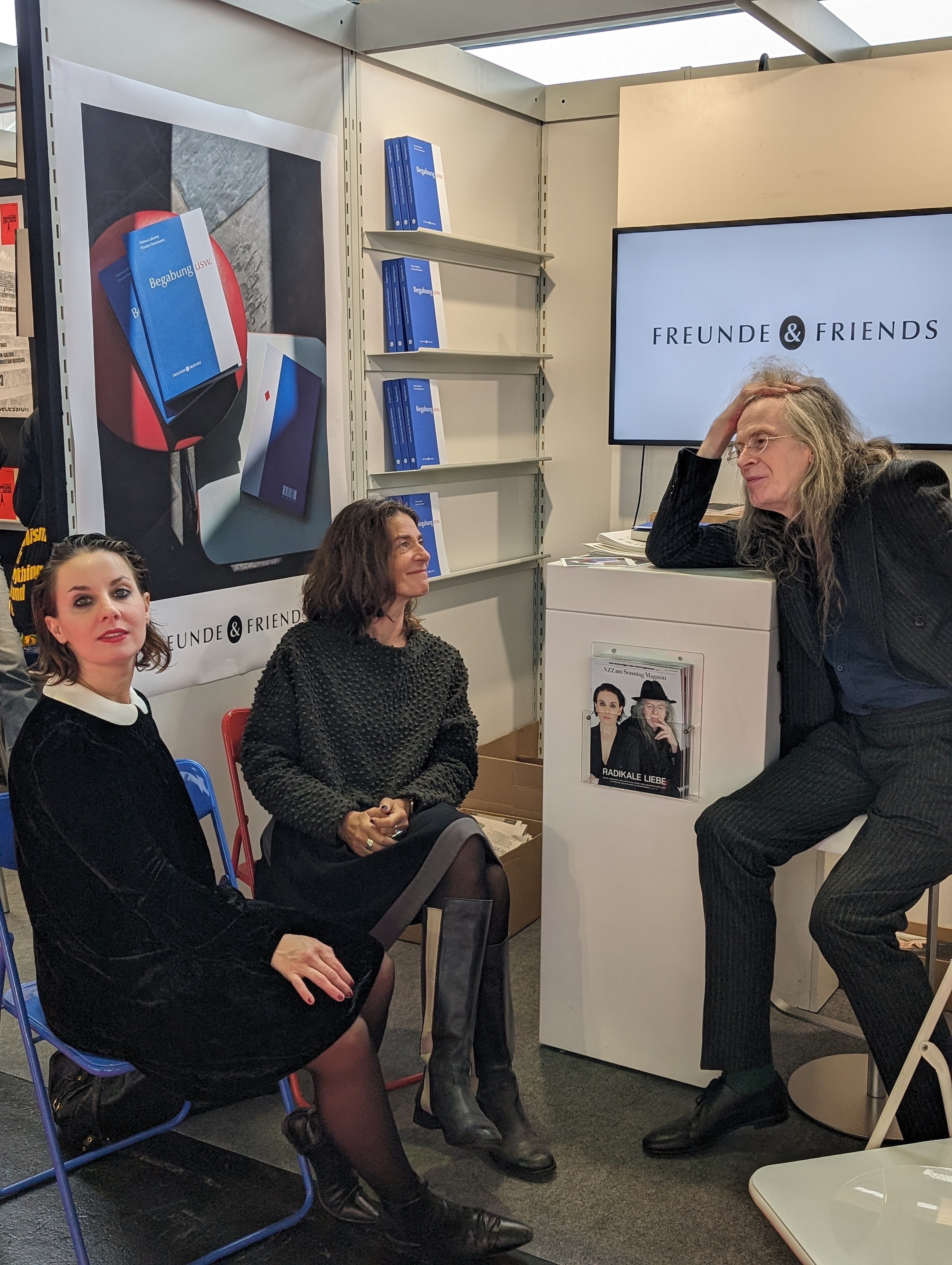
Lakomy und Florian Havemann auf der Frankfurter Buchmesse 2023

Für die Welt schrieb sie von August 2018 bis April 2019 ebenfalls unter ihrem Pseudonym Salomé Balthus die Online-Kolumne Das Kanarienvögelchen über gesellschaftspolitische Themen aus Sicht einer Prostituierten. Von März bis Juni 2020 gehörte sie zu den Tagebuch-Schreibern der Kolumne Coronatagebuch des SZ-Magazins. Von November 2020 bis Oktober 2024 schrieb sie in der Berliner Zeitung als Hanna Lakomy die Kolumne Nachtgesichter, ab März 2021 die Porträtreihe Berlin.Exotherm.
Lakomy wurde als Salomé Balthus im Februar 2020 in der Süddeutschen Zeitung als „Deutschlands bekannteste Sexarbeiterin“ und von tip Berlin im April 2020 als „Deutschlands bekannteste Prostituierte“ bezeichnet.
Sie lebt in Berlin-Neukölln und ist mit dem Schriftsteller Florian Havemann liiert, mit dem sie 2023 den Roman Begabung usw. schrieb.

## Kontroversen
Am 8. April 2019 war sie als Salomé Balthus zu Gast in der Schweizer Talkshow Schawinski, deren Folge sowohl für den Gast als auch für den Moderator Konsequenzen nach sich zog: Roger Schawinski stellte ihr in der Sendung Fragen nach ihrer Kindheit mit dem prominenten Vater. Anschließend wurde ein Einspieler mit Alice Schwarzer gezeigt, in dem diese äußerte, dass die Mehrheit der freiwilligen Prostituierten als Kind sexuell missbraucht worden sei. Daraufhin befragte Schawinski Balthus, ob sie als Kind auch sexuell missbraucht worden sei. Salomé Balthus gab Schawinskis Frage in ihrer nächsten Kolumne in der Welt falsch als „Hat Ihr Vater Sie sexuell missbraucht?“ wieder. Schawinski bezeichnete das Zitat als „eine arge Verunglimpfung meiner Person und meiner Integrität als Journalist“. Welt-Chefredakteur Ulf Poschardt beendete daraufhin Lakomys Kolumne und entschuldigte sich bei Schawinski, was zu einer öffentlichen Kontroverse in deutschen und Schweizer Medien, auch im Kontext der #MeToo-Bewegung, führte. Eine laut Lakomy von Don Alphonso angekündigte Fortsetzung ihrer Tätigkeit für die Welt als Ko-Autorin von dessen Blogkolumne Stützen der Gesellschaft kam nicht zustande.
Im Dezember 2019 kündigte Lakomy an, dass sie über ihren Anwalt eine Klage gegen den Herausgeber und Chefredakteur der Schweizer Weltwoche Roger Köppel wegen Persönlichkeitsrechtsverletzung einreichen werde. Der Journalist Roman Zeller hatte Ende 2019 ein Escort-Date mit ihr gebucht und auf Grundlage dessen in der Weltwoche ein Porträt über sie veröffentlicht. Laut Aussage von Lakomy erfolgte die Veröffentlichung gegen ihren erklärten Willen und mit zahlreichen unautorisierten Zitaten. Bis Mitte Februar 2020 sammelte sie für die Prozesskosten über Crowdfunding einen Betrag von 15.000 Schweizer Franken. Nachdem eine Vergleichsverhandlung am 20. Februar 2020 gescheitert war, reichte sie Klage gegen die Weltwoche ein. Im Februar 2024 wurde der Fall vor Gericht verhandelt, aber noch nicht abgeschlossen.

## Werke
- Begabung usw. Roman zusammen mit Florian Havemann, Freunde & Friends, Berlin 2023, ISBN 978-3-910815-00-1.